# Vlašimský vikariát
Vlašimský vikariát je územní část pražské arcidiecéze. Tvoří ji 9 římskokatolických farností.

## Osoby ustanovené ve vikariátu
- MgA. Mgr. Jaroslav Konečný – okrskový vikář
- Vojtěch Dvořák – vikariátní referent Odboru správy pozemků
- ThDr. Miloslav Kněz – sekretář vikariátu
- Mgr. Dušan Šustek – stavební technik[1]

## Farnosti vikariátu
| Farnost                | Správce | Další duchovní ve farnosti                                          | Farní kostel                   | Další kostely |
| ---------------------- | --- | ------------------------------------------------------------------- | ------------------------------ | --- |
| Čechtice               | Mgr. Tomáš Filip Kábele, DiS. farář | —                                                                   | Kostel svatého Jakuba Staršího | - Kostel svatého Petra a Pavla (Borovnice) - Kostel svaté Kateřiny (Jeníkov) - Kostel Narození Panny Marie (Křivsoudov) - Kostel svatého Filipa a Jakuba (Mnichovice) - Kostel Povýšení svatého Kříže (Zhoř)               |
| Divišov                | ThDr. Miloslav Kněz farář | Vlasta Roubiczeková pastorační asistentka                           | Kostel svatého Bartoloměje     | - Kostel svatého Martina (Měchnov) - Kostel svatého Havla (Otryby) - Kostel Nejsvětější Trojice (Psáře) - Kostel svatého Michaela Archanděla (Soběšín) - Kostel Všech svatých (Třebešice) - Kostel svaté Anny (Zdebuzeves) |
| Hrádek                 | P. Mgr. Jiří Ptáček MIC farář | P. ThMgr. Jerzy Cymanowski MIC farní vikář                          | Kostel svatého Matouše         | - Kostel svatého Víta (Radošovice) - Kostel svatého Prokopa (Tehov) - Kostel svatého Bartoloměje (Trhový Štěpánov) |
| Keblov                 | P. PhDr. Jindřich Zdeněk Charouz, Th.D., O.Praem. administrátor in spiritualibus P. Maximilián Roman Rylko O.Praem. administrátor in materialibus | —                                                                   | Kostel Nanebevzetí Panny Marie | - Kostel svatého Petra a Pavla (Borovsko) - Kostel svaté Lucie (Ježov) - Kostel svatého Petra a Pavla (Snět) - Kostel svatého Jiljí (Všebořice)                                                                            |
| Louňovice pod Blaníkem | Ing. Mgr. Robert Benno Štěpánek administrátor | —                                                                   | Kostel Nanebevzetí Panny Marie | - Kostel svatého Martina (Kamberk) - Kostel svatého Václava (Libouň) - Kostel svatého Petra a Pavla (Šlapánov) |
| Veliš u Vlašimi        | Mgr. Matěj Jirsa administrátor excurrendo | —                                                                   | Kostel svatého Josefa          | - Kostel svatého Vavřince (Bedřichovice) - Kostel Nejsvětější Trojice (Hradiště) |
| Vlašim                 | MgA. Mgr. Jaroslav Konečný farář | Ing. Mgr. Roman Farion jáhenská služba Mgr. Matěj Jirsa farní vikář | Kostel svatého Jiljí           | - Kostel svatého Jakuba Staršího (Domašín) - Kostel svatého Bartoloměje (Kondrac) |
| Zdislavice             | Ing. Mgr. Robert Benno Štěpánek administrátor excurrendo                                                                                          | —                                                                   | Kostel svatého Petra a Pavla   | - Kostel svatého Petra a Pavla (Načeradec) - Kostel svatého Jana Křtitele (Pravonín) |
| Zruč nad Sázavou       | Mgr. MUDr. Jiří Korda farář | —                                                                   | Kostel Povýšení svatého Kříže  | - Kostel Narození Panny Marie (Kácov) - Kostel Všech svatých (Polipsy) - Kostel svatého Jakuba Staršího (Soutice) |

## Zaniklé farnosti
Na konci roku 2007 měl vlašimský vikariát 26 farností. Sedmnáct z nich bylo k 1. lednu 2008 zrušeno a byly připojeny k některé ze stávajících far. Byly to:
- farnosti Borovnice,[11] Křivsoudov[12] a Zhoř,[13] připojené k farnosti Čechtice
- farnosti Třebešice[14] a Zdebuzeves,[15] připojené k farnosti Divišov
- farnosti Radošovice[16] a Trhový Štěpánov,[17] připojené k farnosti Hrádek
- farnosti Dolní Kralovice[18] a Snět,[19] připojené k farnosti Keblov
- farnosti Šlapánov[20] a Kamberk,[21] připojené k farnosti Louňovice pod Blaníkem
- farnosti Domašín[22] a Kondrac,[23] připojené k farnosti Vlašim
- farnosti Načeradec[24] a Pravonín,[25] připojené k farnosti Zdislavice
- farnosti Kácov[26] a Soutice,[27] připojené k farnosti Zruč nad Sázavou